# Ида Булонская
Ида де Лоррен или Ида Лотарингская, иногда зовется также как Ида Фландрская (фр. Ide de Lorraine; 1160 — 1216) — графиня Булонская с 1173 года. Старшая дочь Матье Эльзасского и Марии Булонской.
Матье Эльзасский забрал свою невесту из Рамсейского монастыря. Церковь была против их брака, и в 1170 году он был аннулирован. Однако Матье сохранил за собой графство Булонь, принадлежавшее бывшей жене.
Несмотря на признание брака недействительным, обе рождённые в нём дочери были признаны законнорождёнными, и Ида смогла после смерти отца в 1173 году наследовать его владения.
По совету дяди, графа фландрского Филиппа, в 1181 году Ида вышла замуж за Герхарда Гелдернского, который умер в том же году.
Вторично она вышла замуж за Бертольда IV Церингена, но и он вскоре умер — через три года.
После смерти второго мужа она влюбилась в Арнольда II, графа де Гин или возможно, как предполагал описывавший эту историю хронист, просто изображала страсть из каких-то своих целей. Арнольд, заинтересованный во владениях Иды, не возражал против свадьбы. Однако в 1190 году её похитил Рено де Даммартен и женился на ней, получив, таким образом, под своё управление Булонь.
После похищения он держал её в Лотарингии. Арнольд, получив от Иды письмо с признанием в любви, попытался освободить её, но в итоге был схвачен друзьями Рено и помещён в заключение в Вердене. Освободили Арнольда только после вмешательства архиепископа Реймса Гильома. Предположительно Ида специально заманила Арнольда в ловушку своим письмом. Так это или нет, но она прожила с Даммартеном до самой смерти.
Ида умерла в 1216 году, наследницей стала её единственная дочь от брака с Рено — Матильда.

## Семья
Замужем
- первым браком (1181) за Герхардом Гелдернским (ум. 1181/1182), сыном Генриха I, графа Гелдерна и Цутфена;
- вторым браком (1183) за Бертольдом IV (ум. 1186), герцогом Царингена;
- третьим браком (1190) за Рено де Даммартеном (1165—1217), впоследствии графом Омальским (с 1204) и графом де Мортен (с 1206), соратником, а позднее противником французского короля Филиппа II.

Первые два брака Иды оказались бездетными, от Рено де Даммартена у неё была дочь Матильда (ум. 1260), которая унаследовала Булонское графство после смерти отца.